# علي الشيخ ديب
علي الشيخ ديب مواليد 1 سبتمبر 1972 في سوريا، هو لاعب كرة قدم سوري سابق كان يلعب في مركز الدفاع، وهو حاليًا مدرب كرة قدم درب فريق الشباب ودرب نادي الحرية.
فاز الشيخ ديب بالدوري السوري الممتاز مرتين مع نادي الحرية عام 1992 وعام 1994. وكان ضمن تشكيلة المنتخب السوري التي شاركت في كأس آسيا 1996.

## المسيرة الاحترافية

### البدايات المبكرة
كانت بداية الشيخ ديب في مع نادي الاتحاد في عام 1985 حيث لعب مع الاتحاد موسمين، انتقل بعدها إلى نادي الحرية ليلعب في صفوفه موسما واحدا في فترة الشباب.

### أندية محلية لعب لها
لعب علي الشيخ ديب مع العديد من الأندية المحلية وكانت أكثر مشاركاته مع نادي الحرية الذي حقق معه الفوز بالدوري الممتاز مرتين، كما لعب في صفوف نادي تشرين ونادي الاتحاد ونادي الفتوة.

### الاحتراف خارج سوريا
احترف علي الشيخ ديب في لبنان ولعب في صفوف نادي الهومنمن بيروت الذي يلعب في دوري الدرجة الثانية.

### الأهداف مع الأندية
| ت  | المنافسة                | التاريخ    | النادي  | النتيجة | الخصم   | الأهداف التي سجلها اللاعب |
| -- | ----------------------- | ---------- | ------- | ------- | ------- | ------------------------- |
| 1  | كأس سوريا 1991/1992     | 1992/3/19  | الحرية  | 1-2     | الكرامة | 1                         |
| 2  | الدوري السوري 1999/2000 | 2000/1/14  | الاتحاد | 2-2     | الجهاد  | 2                         |
| 3  | الدوري السوري 1999/2000 | 2000/3/3   | الاتحاد | 1-2     | المجد   | 2                         |
| 4  | الدوري السوري 2001/2002 | 2002/1/18  | الاتحاد | 0-1     | الجيش   | 1                         |
| 5  | الدوري السوري 2001/2002 | 2002/1/25  | الاتحاد | 1-2     | جبلة    | 1                         |
| 6  | الدوري السوري 2003/2004 | 2004/1/9   | الحرية  | 1-1     | أمية    | 1                         |
| 7  | الدوري السوري 2003/2004 | 2004/1/23  | الحرية  | 1-1     | الجهاد  | 1                         |
| 8  | الدوري السوري 2003/2004 | 2004/3/12  | الحرية  | 2-2     | المجد   | 1                         |
| 9  | الدوري السوري 2003/2004 | 2004/4/30  | الحرية  | 2 : 0   | جبلة    | 1                         |
| 10 | الدوري السوري 2003/2004 | 2004/5/8   | الحرية  | 2-1     | الجيش   | 1                         |
| 11 | الدوري السوري 2004/2005 | 2004/11/26 | الفتوة  | 2-2     | أمية    | 1                         |
| 12 | الدوري السوري 2004/2005 | 2004/12/3  | الفتوة  | 2-1     | حطين    | 1                         |
| 13 | الدوري السوري 2004/2005 | 2004/12/11 | الفتوة  | 0-1     | الشرطة  | 1                         |
| 14 | الدوري السوري 2004/2005 | 2005/2/25  | الفتوة  | 1-1     | تشرين   | 1                         |
| 15 | الدوري السوري 2004/2005 | 2005/4/1   | الفتوة  | 2-2     | أمية    | 1                         |
| 16 | الدوري السوري 2005/2006 | 2005/11/11 | الحرية  | 1-2     | تشرين   | 1                         |
| 17 | الدوري السوري 2005/2006 | 2006/3/10  | الحرية  | 1-1     | الطليعة | 1                         |
| 18 | كأس سوريا 2005/2006     | 2006/5/27  | الحرية  | 3-2     | تشرين   | 1                         |
| 19 | الدوري السوري 2006/2007 | 2006/10/27 | الحرية  | 0-1     | حطين    | 1                         |
| 20 | الدوري السوري 2006/2007 | 2007/3/2   | الحرية  | 2-2     | المجد   | 1                         |
| 21 | الدوري السوري 2006/2007 | 2007/4/1   | الحرية  | 1-1     | جبلة    | 1                         |
| 22 | الدوري السوري 2006/2007 | 2007/5/20  | الحرية  | 2-3     | الشرطة  | 1                         |
| 23 | الدوري السوري 2007/2008 | 2007/10/26 | الحرية  | 4-1     | حطين    | 1 هدف في مرماه            |

## المشاركة الدولية
على المستوى الدولي شارك الشيخ ديب مع منتخب سوريا تحت 20 عامًا في بطولة العالم للشباب تحت 20 عامًا التي أُقيمت في المملكة العربية السعودية عام 1989، وشارك مع منتخب بلاده في بطولة كأس آسيا عام 1996م وسجل هدفا واحدا في مباراة ضد منتخب أوزبكستان.

### الأهداف الدولية
| ت | المنافسة                  | التاريخ    | المنتخب | النتيجة | الخصم     | الأهداف التي سجلها اللاعب |
| - | ------------------------- | ---------- | ------- | ------- | --------- | ------------------------- |
| 1 | كأس آسيا 1996 في الإمارات | 1996/12/12 | سوريا   | 1-2     | أوزبكستان | 1                         |

## روابط خارجية
- علي الشيخ ديب على موقع ناشيونال فوتبول تيمز (الإنجليزية)
- علي الشيخ ديب على موقع عالم كرة القدم.نت (الإنجليزية)
- علي الشيخ ديب على موقع كووورة
- علي الشيخ ديب على موقع GSA (الإنجليزية)